# Leichtathletik-Weltmeisterschaften 1999/20 km Gehen der Frauen
Das 20-km-Gehen der Frauen bei den Leichtathletik-Weltmeisterschaften 1999 wurde am 27. August 1999 in den Straßen der spanischen Stadt Sevilla ausgetragen.
Zum ersten Mal betrug die Distanz der Gehstrecke bei den Frauen zwanzig Kilometer und war damit genauso lang wie die kürzere der beiden Gehstrecken bei den Männern. Zuvor war das Gehen bei den Frauen über zehn Kilometer ausgetragen worden.
In diesem Wettbewerb kamen die chinesischen Geherinnen zu einem Doppelerfolg. Weltmeisterin wurde Liu Hongyu. Sie siegte vor der Bronzemedaillengewinnerin von 1996 über 10 km Gehen Wang Yan. Bronze ging an die australische WM-Dritte von 1987 – damals über die Distanz von zehn Kilometern – Kerry Saxby-Junna.

## Rekorde/Bestleistungen

### Bestehende Bestmarken

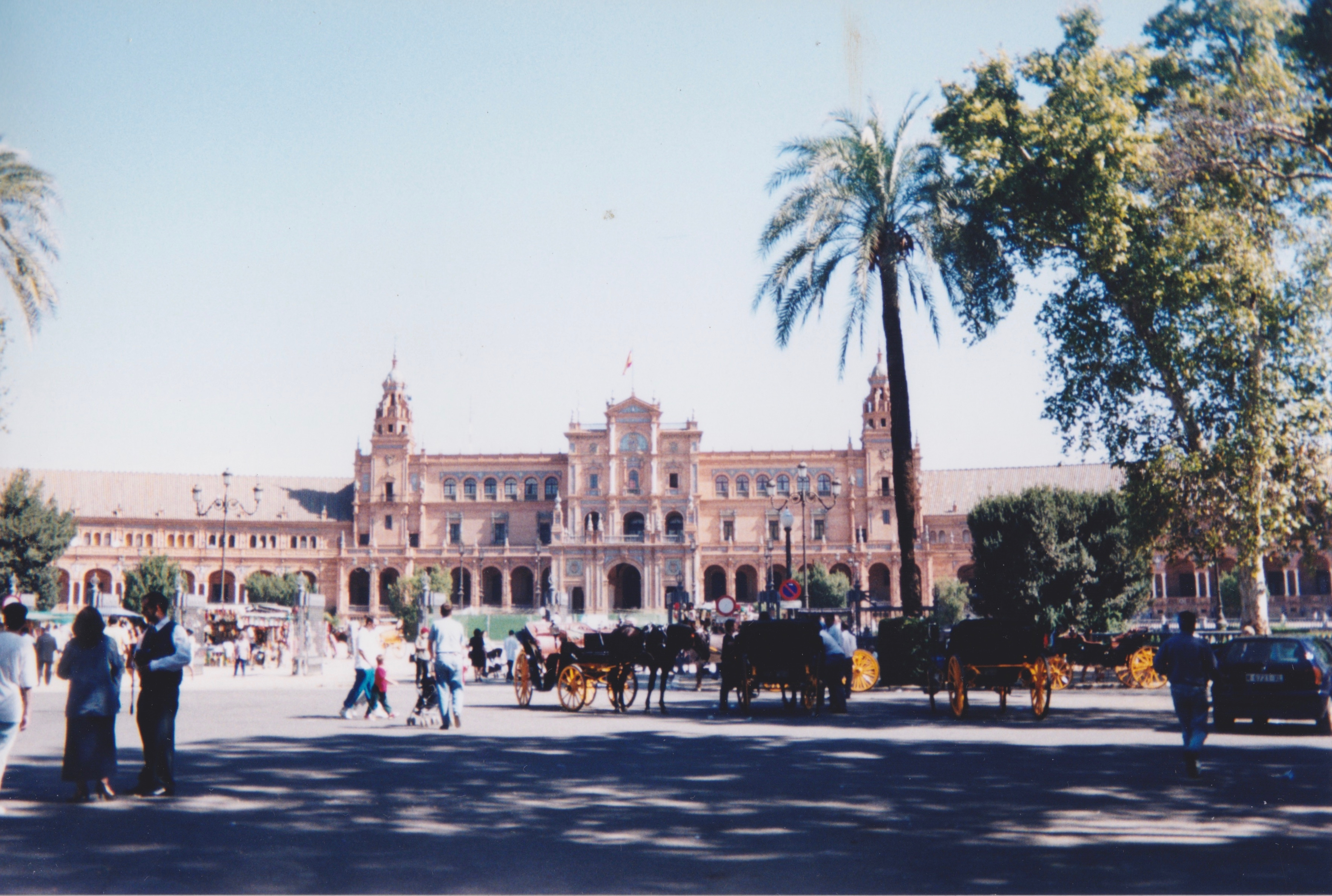
Plaza de España, Sevilla, im Jahr 1999

| Weltbestzeit             | 1:27:30 h                                          | Nadeschda Rjaschkina                               | Adler, Russland                                    | 7. Februar 1999                                    |
| Weltmeisterschaftsrekord | Noch keine WM-Rekorde, Wettbewerb neu im Programm. | Noch keine WM-Rekorde, Wettbewerb neu im Programm. | Noch keine WM-Rekorde, Wettbewerb neu im Programm. | Noch keine WM-Rekorde, Wettbewerb neu im Programm. |

Anmerkung:
Rekorde wurden damals im Marathonlauf und Straßengehen wegen der unterschiedlichen Streckenbeschaffenheiten mit Ausnahme von Meisterschaftsrekorden nicht geführt.
Die chinesische Weltmeisterin Liu Hongyu stellte im Wettbewerb am 28. August mit 1:30:50 h den ersten WM-Rekord auf.

## Durchführung
Hier gab es keine Vorrunde, alle 51 Geherinnen traten gemeinsam zum Finale an.

## Ergebnis

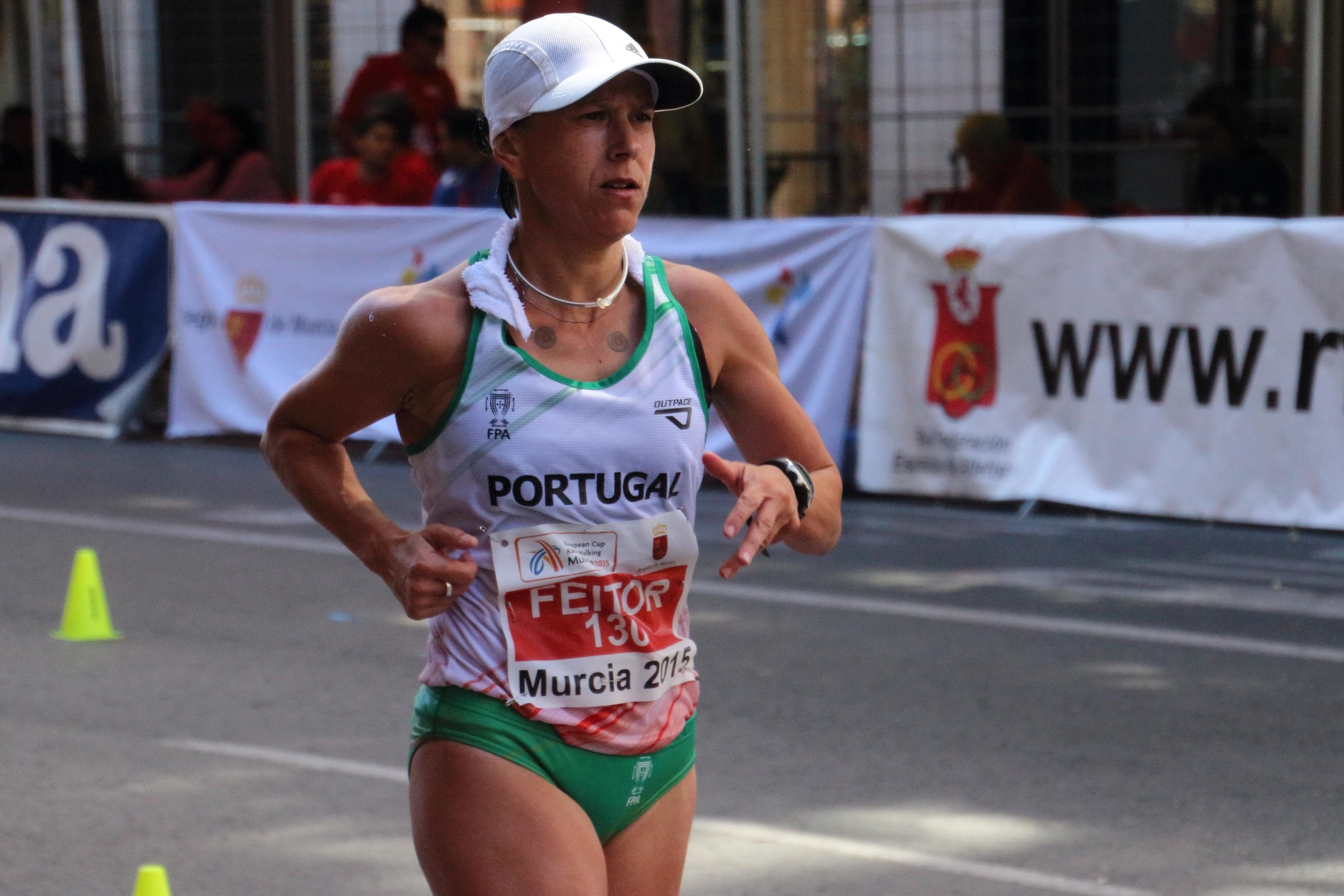
Susana Feitor fehlten auf ihrem vierten Platz fünf Sekunden zum Gewinn einer Medaille

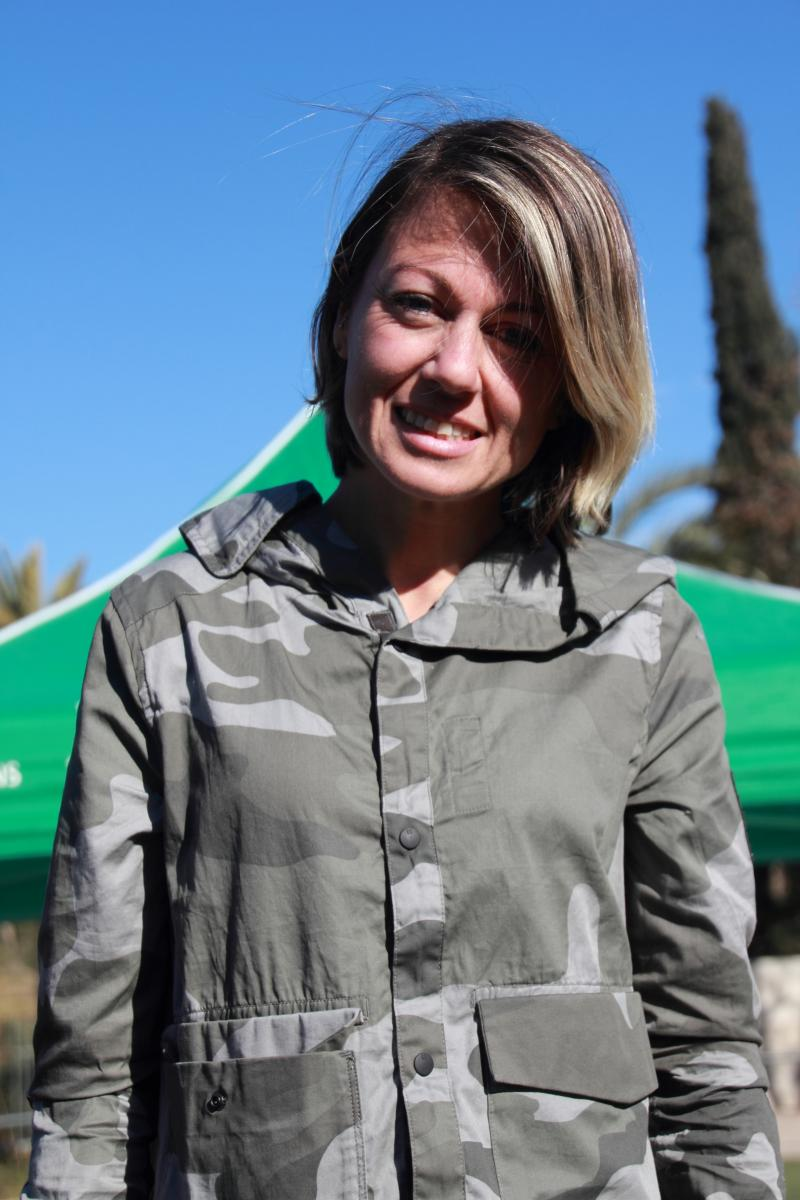
María Vasco (hier im Jahr 2015) belegte Rang zehn

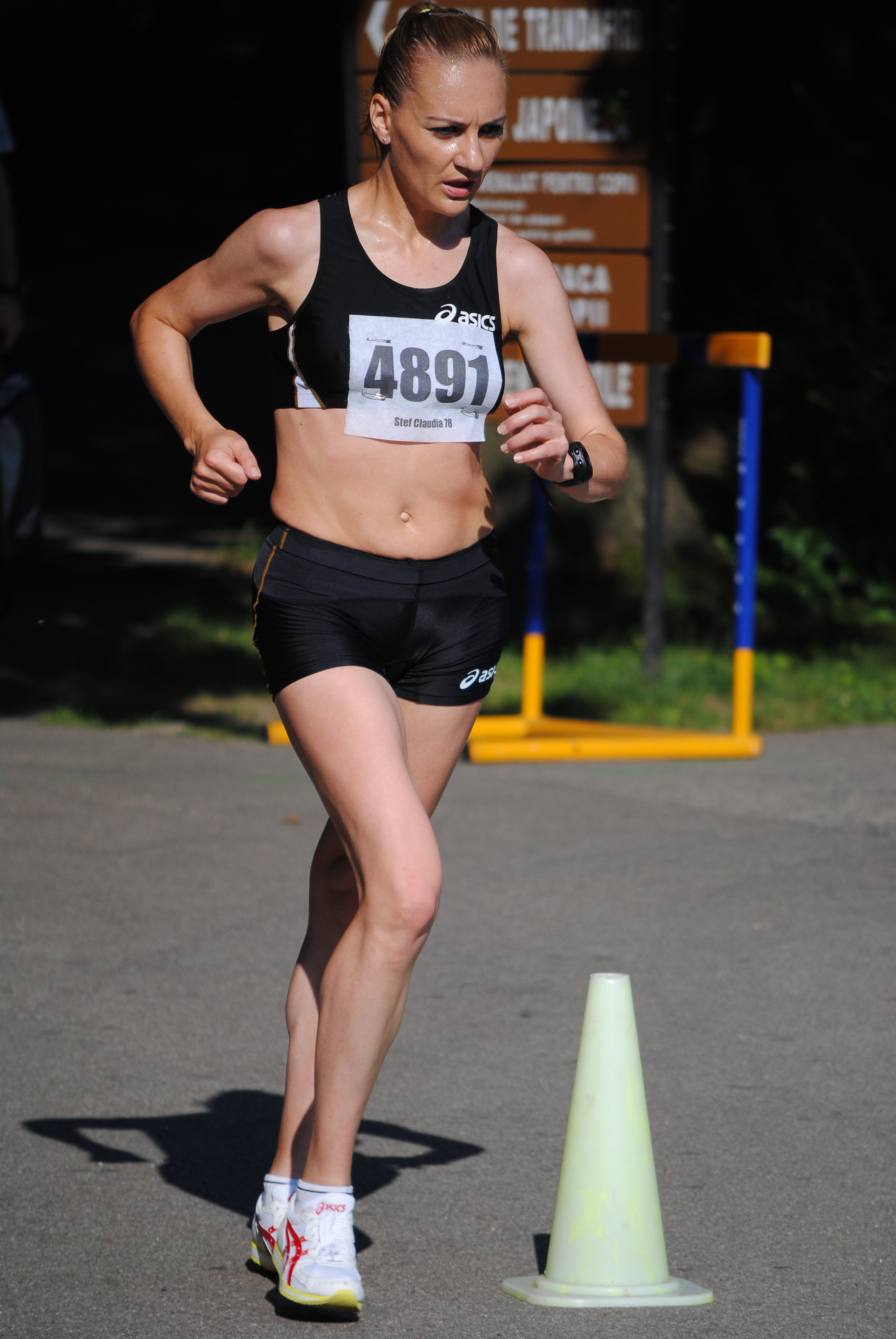
Claudia Ștef kam auf den elften Platz

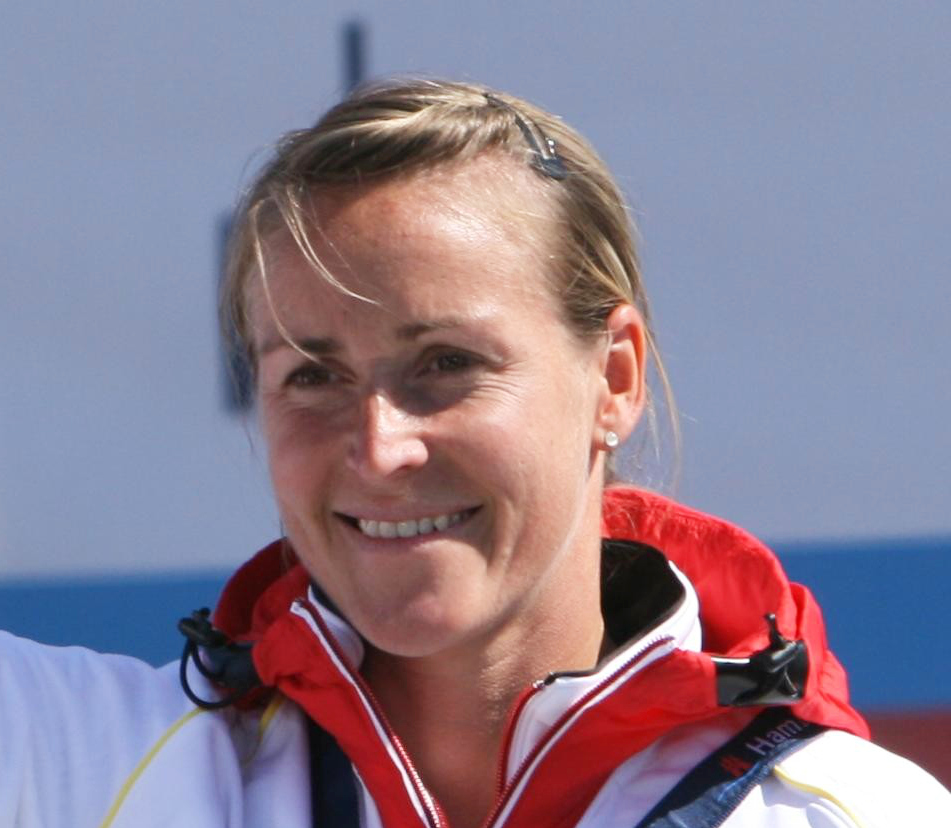
Melanie Seeger wurde 33.

27. August 1999, 18:50 Uhr
| Platz | Name                      | Nation              | Zeit (h) |
| ----- | ------------------------- | ------------------- | -------- |
| 1     | Liu Hongyu                | Volksrepublik China | 1:30:50  |
| 2     | Wang Yan                  | Volksrepublik China | 1:30:52  |
| 3     | Kerry Saxby-Junna         | Australien          | 1:31:18  |
| 4     | Susana Feitor             | Portugal            | 1:31:23  |
| 5     | Katarzyna Radtke          | Polen               | 1:31:34  |
| 6     | Erica Alfridi             | Italien             | 1:32:04  |
| 7     | Jane Saville              | Australien          | 1:32:13  |
| 8     | Maja Sasonowa             | Kasachstan          | 1:32:19  |
| 9     | Kjersti Plätzer           | Norwegen            | 1:32:42  |
| 10    | María Vasco               | Spanien             | 1:33:35  |
| 11    | Claudia Ștef              | Rumänien            | 1:33:46  |
| 12    | Jelena Nikolajewa         | Russland            | 1:34:10  |
| 13    | Hristína Déskou           | Griechenland        | 1:34:39  |
| 14    | Natallja Missjulja        | Belarus             | 1:35:03  |
| 15    | Gao Hongmiao              | Volksrepublik China | 1:35:07  |
| 16    | Yuan Yufang               | Malaysia            | 1:35:31  |
| 17    | Irina Stankina            | Russland            | 1:35:42  |
| 18    | Kristina Saltanovič       | Litauen             | 1:35:51  |
| 19    | Swetlana Tolstaja         | Kasachstan          | 1:35:54  |
| 20    | Nora Leksir               | Frankreich          | 1:36:17  |
| 21    | Elisabetta Perrone        | Italien             | 1:36:24  |
| 22    | Mária Urbanik-Rosza       | Ungarn              | 1:36:48  |
| 23    | Fatiha Ouali              | Frankreich          | 1:36:57  |
| 24    | Yuka Mitsumori            | Japan               | 1:37:13  |
| 25    | María Guadalupe Sánchez   | Mexiko              | 1:37:31  |
| 26    | Teresa Linares            | Spanien             | 1:37:51  |
| 27    | Rossella Giordano         | Italien             | 1:38:06  |
| 28    | Anikó Szebenszky          | Ungarn              | 1:38:27  |
| 29    | Jolanta Dukure            | Lettland            | 1:38:34  |
| 30    | Sonata Milušauskaité      | Litauen             | 1:39:56  |
| 31    | Susan Armenta             | USA                 | 1:40:20  |
| 32    | Gillian O’Sullivan        | Irland              | 1:40:33  |
| 33    | Melanie Seeger            | Deutschland         | 1:40:51  |
| 34    | Maria del Rosario Sánchez | Mexiko              | 1:41:04  |
| 35    | Teresita Collado          | Guatemala           | 1:41:12  |
| 36    | Geovana Irusta            | Bolivien            | 1:41:17  |
| 37    | Christina Kokotou         | Griechenland        | 1:42:50  |
| 38    | Danielle Kirk             | USA                 | 1:43:27  |
| 39    | Kim Mi-Jung               | Südkorea            | 1:46:36  |
| DNF   | Norica Câmpean            | Rumänien            |          |
| DNF   | Laryssa Chmjalnizkaja     | Belarus             |          |
| DNF   | Celia Marcén              | Spanien             |          |
| DNF   | Mónika Pesti              | Ungarn              |          |
| DNF   | Walentina Sawtschuk       | Ukraine             |          |
| DNF   | Annarita Sidoti           | Italien             |          |
| DNF   | Susan Vermeulen           | Südafrika           |          |
| DSQ   | Joanne Dow                | USA                 |          |
| DSQ   | Natalja Fedoskina         | Russland            |          |
| DSQ   | Wolha Kardapolzawa        | Belarus             |          |
| DSQ   | Ivis Haydeé Martinez      | El Salvador         |          |
| DSQ   | María Graciela Mendoza    | Mexiko              |          |
| DNS   | Miriam Ramón              | Ecuador             |          |